# Heraldický konzultor Konference biskupů Slovenska
Institut Heraldických konzultorů Konference biskupů Slovenska (HK KBS) byl ustanoven na plenárním zasedání KBS ve dnech 10.–11. března 2008, kdy byly také schváleny Směrnice pro tvorbu heraldických symbolů (erbů) v Římskokatolické církve a Řeckokatolické církve na Slovensku. HK KBS je členem Rady KBS pro vědu, vzdělání a kulturu jako expert pro oblast církevní heraldiky. Sbor heraldických konzultorů Římskokatolické a Řeckokatolické církve je tedy výkonným a poradním orgánem pro návrh erbů farností, děkanátů či diecézí a v praxi provádí regulaci církevní-heraldické tvorby na Slovensku. Podle přijatých Směrnic pro tvorbu heraldických symbolů smí být do užívání uveden jen takový církevní erb, jehož popis (blason) a vyobrazení písemně podpořil jeden z heraldických konzultorů. Schválený znak je možné dále zapsat i do Heraldického registru Slovenska, vedeného na Ministerstvu vnitra Slovenské republiky, který v současnosti představuje nejvyšší heraldickou autoritu na Slovensku.
Seznam

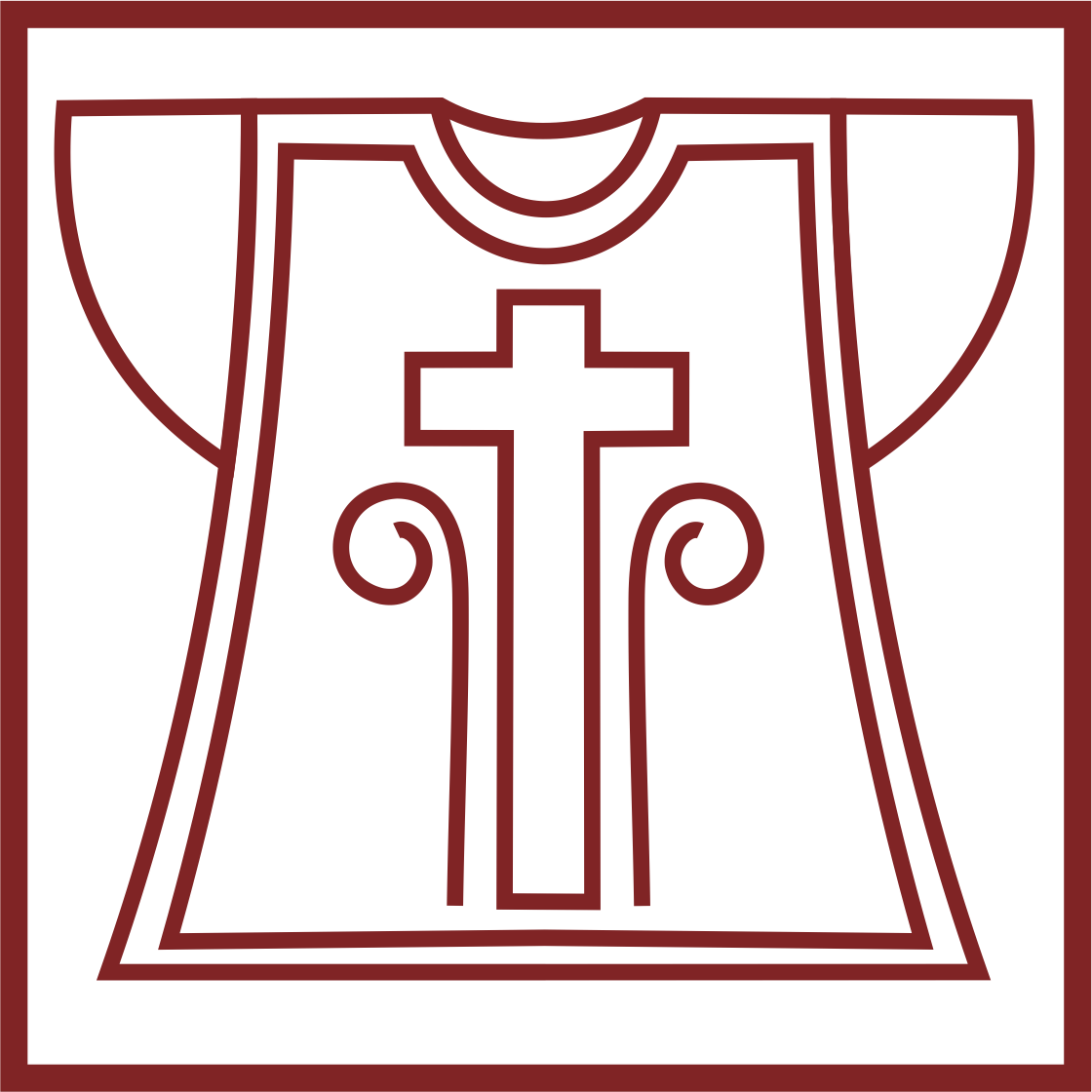
Logo heraldických poradců představuje stylizovaný tabard

- Dr. Ing. Zdenko G. Alexy (9. září 1922 – 10. ledna 2016)
- PhDr. ThDr. Peter Zubko (* 5. října 1972)
- Doc. Mgr. Ing. Miroslav Glejtek, Ph.D. (* 25. dubna 1981)[3]